# Tower Hill (Illinois)
Tower Hill es una villa ubicada en el condado de Shelby en el estado estadounidense de Illinois. En el Censo de 2010 tenía una población de 611 habitantes y una densidad poblacional de 234,73 personas por km².

## Geografía
Tower Hill se encuentra ubicada en las coordenadas 39°23′12″N 88°57′33″O / 39.38667, -88.95917. Según la Oficina del Censo de los Estados Unidos, Tower Hill tiene una superficie total de 2,6 km², de la cual 2,6 km² corresponden a tierra firme y (0%) 0 km² es agua.

## Demografía
Según el censo de 2010, había 611 personas residiendo en Tower Hill. La densidad de población era de 234,73 hab./km². De los 611 habitantes, Tower Hill estaba compuesto por el 97,87% blancos, el 0,82% eran afroamericanos, el 0,16% eran amerindios, el 0,16% eran asiáticos, el 0% eran isleños del Pacífico, el 0,16% eran de otras razas y el 0,82% pertenecían a dos o más razas. Del total de la población el 0,33% eran hispanos o latinos de cualquier raza.